# Mia Kramplová
Mia Kramplová (nepřechýleně Krampl; * 21. července 2000 Golnik) je slovinská reprezentantka ve sportovním lezení, juniorská vicemistryně světa a juniorská mistryně Evropy v lezení na obtížnost.

## Výkony a ocenění
- 2015: juniorská vicemistryně světa a juniorská mistryně Evropy
- 2016: juniorská vicemistryně světa
- 2018: juniorská mistryně Evropy, finalistka mistrovství světa

### Závodní výsledky
| Mistrovství světa | Mistrovství světa |
| Rok               | 2018              |
| ----------------- | ----------------- |
| Obtížnost         | 7                 |
| Rychlost          | 71                |
| Bouldering        | 33                |
| Kombinace         | 18                |

| Světový pohár | Světový pohár | Světový pohár      | Světový pohár       |
| Rok           | 2016          | 2017               | 2018                |
| ------------- | ------------- | ------------------ | ------------------- |
| Obtížnost     | 57-59         | 23                 | 10                  |
| jednotlivě*   | ,26,          | ,19,14,30,31,7,35, | 4,6-7,10,-,7,21,14, |
|               |               |                    |                     |
| Rychlost      | —             | —                  | 75-80               |
| jednotlivě*   | —             | —                  | -,30,-,60,49,-,-,-  |
|               |               |                    |                     |
| Bouldering    | —             | —                  | 36                  |
| jednotlivě*   | —             | —                  | -,-,-,-,-,11,20     |
|               |               |                    |                     |
| Kombinace     | —             | 61                 |                     |

* poznámka: nalevo jsou poslední závody v roce; v roce 2017 se kombinace počítala i z jedné disciplíny
| Mistrovství Evropy | Mistrovství Evropy |
| Rok                | 2017               |
| ------------------ | ------------------ |
| Obtížnost          | 15                 |

| Mistrovství světa juniorů | Mistrovství světa juniorů | Mistrovství světa juniorů | Mistrovství světa juniorů | Mistrovství světa juniorů |
| Rok                       | 2015 kat. B               | 2016 kat. A               | 2017 kat. A               | 2018 juniorky             |
| ------------------------- | ------------------------- | ------------------------- | ------------------------- | ------------------------- |
| Obtížnost                 | 2                         | 2                         | 12                        | 11                        |
| Rychlost                  | —                         | 33                        | —                         | 26                        |
| Bouldering                | 23                        | 15                        | —                         | 9                         |

| Mistrovství Evropy juniorů | Mistrovství Evropy juniorů | Mistrovství Evropy juniorů | Mistrovství Evropy juniorů | Mistrovství Evropy juniorů |
| Rok                        | 2015 kat. B                | 2016 kat. A                | 2017 kat. A                | 2018 juniorky              |
| -------------------------- | -------------------------- | -------------------------- | -------------------------- | -------------------------- |
| Obtížnost                  | 1                          | 3                          | 5                          | —                          |
| Rychlost                   | —                          | —                          | 23                         | —                          |
| Bouldering                 | 7                          | —                          | —                          | 1                          |

| Evropský pohár juniorů | Evropský pohár juniorů | Evropský pohár juniorů | Evropský pohár juniorů | Evropský pohár juniorů |
| Rok                    | 2015 kat. B            | 2016 kat. A            | 2017 kat. A            | 2018 juniorky          |
| ---------------------- | ---------------------- | ---------------------- | ---------------------- | ---------------------- |
| Obtížnost              | 2                      | x                      | x                      | x                      |
| jednotlivě             | 6,,,4                  | ,14,                   | ,6,11,                 | ,                      |
|                        |                        |                        |                        |                        |
| Bouldering             | x                      | x                      | x                      | x                      |
| jednotlivě             | ,14,                   | ,30,                   | ,16,                   | ,6,                    |